# Onthophagus tholaayi
Onthophagus tholaayi es una especie de insecto del género Onthophagus, familia Scarabaeidae, orden Coleoptera.
Fue descrita científicamente por Masumoto en 1990.